# Mercy, Mercy, Mercy
«Mercy, Mercy, Mercy» — джазовая песня, написанная Джо Завинулом в 1966 году для Джулиана «Кэннонболла» Эддерли и его альбома Mercy, Mercy, Mercy! Live at "The Club". Песня была заглавной композицией на альбоме и со временем стала хитом. «Mercy, Mercy, Mercy» добралась до 2-й строчки соул-чарта и 11-й позиции хит-парада Billboard Hot 100.

## Музыкальная тема
Первая часть музыкальной темы играется дважды и полностью состоит из нот мажорной пентатоники первой ступени.

## Структура и аккордовая последовательность
Песня написана в тональности си-бемоль мажор и имеет 20-тактовую структуру с четырьмя различными секциями. Аккордовая последовательность в основном состоит из доминантсептаккордов первой, четвёртой и пятой ступени, тем самым она придаёт песне блюзовое ощущение, хотя сама не построена на типичной блюзовой последовательности. Субдоминанта в первой секции подчёркивает это блюзовое ощущение.